# Pal IV P Koling
Pal IV P Koling is een bestuurslaag in het regentschap Padang Sidempuan van de provincie Noord-Sumatra, Indonesië. Pal IV P Koling telt 3241 inwoners (volkstelling 2010).